# تيغران توروسيان
تيغران توروسيان (الأرمني: Տիգրան Սուրիկի Թորոսյանը)، من مواليد 14 أبريل 1957 في يريفان، كان رئيس الجمعية الوطنية لأرمينيا من عام 2006 إلى عام 2008.من عام 1993 كان عضوا في الحزب الجمهوري لأرمينيا ولوحة الحزب. في 1998-2008 أصبح نائب رئيس مجلس إدارة RPA. في 1 يونيو 2006 تم انتخابه رئيسًا للجمعية الوطنية لجمهورية أرمينيا. استقال من منصبه في عام 2008 بعد تزايد الخلافات بينه وبين مسؤولين آخرين من الجيش الوطني الرواندي، بما في ذلك الرئيس سيرج سركسيان الذي قادته أيضا إلى ترك الحزب. توروسان متزوج ولديه ابنة واحدة.

## وصلات خارجية
- RFE/RL interview